# Адидас ел рихла
Ел рихла (арап. الْرِّحْلَة) јесте фудбалска лопта с којом су се играле утакмице на Свјетском првенству 2022. године. Дизајнирало ју је предузеће Адидас, званични партнер Фифе и произвођач лопти за Свјетска првенства од 1970. године. Назив Ел рихла на арапском значи „путовање”, а дизајн шара на лопти инспирисан је јединственом архитектуром Катара, јахтама које могу да се виде у земљи и катарском заставом.
Представили су је први пут 31. марта 2022. године на церемонији у Дохи бивши фудбалери Кака и Икер Касиљас, а присуствовале су и фудбалерке из Катара, Саудијске Арабије, Уједињених Арапских Емирата и Египта, као и фудбалери из академије у Дохи.

## Дизајн
Дизајн је инспирисан архитектуром Катара, јахтама и заставом земље, а живе боје на седефастој позадини представљају домаћина. Дизајнирана је изнутра према вани, користећи податке и тестове у лабораторијама, ваздушним тунелима као и на терену, гдје су је тестирали професионални фудбалери. Према подацима компаније, она пружа највећи ниво прецизности и поузданости, углавном због новог облика двадесет панела и површинске текстуре. Дизајнирана је с одрживошћу као приоритетом и прва је лопта за Свјетско првенство која је направљена од мастила и лијепка на бази воде.
У опису лопте је наведено: „Лети брже од било које претходне лопте на свјетским првенствима тиме подржавајући мечеве високог темпа и квалитета игре.” Директор маркетинга Фифе Жан Франсоа Пати изјавио је: „Ово је запањујућа и одржива лопта високог квалитета у којој ће уживати фудбалске звијезде на највећој сцени у Катару, као и сви други играчи широм свијета.”

## Лопта за завршницу
Лопта за полуфинале, треће мјесто и финале представљена је 11. децембра 2022. Она представља варијацију лопте Ел рихла, званичне лопте са којом су игране све утакмице на првенству, и названа је Ел хилм (арап. الْرِّحْلَة), што у преводу са арапског значи „сан“, као алузија на то да свака репрезентација сања да освоји Свјетско првенство. Иако су технички аспекти лопте исти, боја се разликује од лопти коришћених у групној фази и претходним елиминационим утакмицама; лопту одликују златне, кестењасте, бордо и црвене нијансе у мотивима националних боја Катара као и стадиона Лусаил. Ел хилм је пета посебна лопта за финалне мечеве Свјетског првенства.

## Производња
За произвођача лопти, Adidas је одабрао компанију у Египту, подружницу пакистанске компаније Forward Sports. Реплике лопте, за продају сувенира, такође је обезбиједио и произвео Adidas, али је њихова производња уговорена с другом компанијом у Индонезији — Global Way.